# Балка біля села Карла Лібкнехта
«Балка біля села Карла Лібкнехта» — один з об'єктів природно-заповідного фонду Запорізької області, ботанічна пам'ятка природи місцевого значення.

## Розташування
Пам'ятка природи розташована в Розівському районі, Запорізької області на території Зорянська сільської ради поблизу села Зоря.

## Історія
Ботанічна пам'ятка природи місцевого значення «Балка біля села Карла Лібкнехта» був оголошений рішенням Запорізької обласної ради народних депутатів шостого скликання № 19 від 30 жовтня 2014 року.

## Мета
Мета створення заказника — збереження ландшафтного та біологічного різноманіття, підтримання екологічного балансу, раціональне використання природних і рекреаційних ресурсів Запорізької області.

## Значення
Ботанічна пам'ятка природи місцевого значення «Балка біля села Карла Лібкнехта» має особливе природоохоронне, естетичне і пізнавальне значення.

## Загальна характеристика
Загальна площа ботанічної пам'ятки природи місцевого значення «Балка біля села Карла Лібкнехта» становить 15,40 га.

## Флора
Флора балки представлена луговою та степовою рослинністю. Тут ростуть стоколос та кострець безостий, лисохвіст лучний, тимофіївка лучна, куничник наземний, ковила волосиста, півники карликові, чебрець звичайний, шавлія кільчаста та інші рослини.

## Фауна
На території заказника мешкають представники ентомофауни, занесені до Червоної книги України — махаон, подалірій, поліксена, жук-олень, рогач звичайний.